# Fight (banda)
Fight fue una banda de heavy metal formada en Phoenix por el vocalista Rob Halford tras su salida de Judas Priest en 1992. Luego del lanzamiento de dos álbumes de estudio y un álbum recopilatorio, Halford separó el grupo en 1995 para crear su nuevo proyecto musical llamado Two al año siguiente, cuyo estilo estaba orientado al metal industrial. Con la llegada del nuevo milenio el sello Metal God Entertainment, cuyo dueño es el mismo Halford, ha lanzado material exclusivo de la banda como una película y canciones remezcladas de los discos de estudio.

## Historia
Luego de culminar la gira promocional de Painkiller en 1992, Rob Halford se retiró de Judas Priest junto al baterista Scott Travis para crear una nueva banda. Para ello se trasladaron a Phoenix en el estado de Arizona, donde invitaron a los guitarristas Russ Parrish y Brain Tilse y al bajista Jay Jay que tocaban en la banda local Cyanide. Con la idea de que el sonido fuese distinto a Judas Priest, compusieron canciones con temáticas de crítica social similar al estilo de agrupaciones como Pantera, una mezcla entre el heavy metal y el groove metal, con algunos toques de thrash metal.
A principios de 1993 firmaron con Epic Records y en septiembre del mismo debutaron con el disco War of Words que llegó hasta el puesto 83 en los Estados Unidos y que generó el sencillo «Little Crazy» que alcanzó la posición 21 en la lista Mainstream Rock Tracks. Para promocionarlo durante 1993 y 1994 giraron por los Estados Unidos y llegaron a varios países europeos como Francia, Italia, España, Alemania y a los Países Bajos, por mencionar algunos. En julio de 1994 pusieron a la venta el disco recopilatorio Mutations que incluyó algunas canciones en vivo y algunas remezclas de algunos temas del álbum debut.
A finales de 1994 el guitarrista Russ Parrish se retiró de la banda luego de aceptar la invitación de Kevin Gilbert para girar con él y en su reemplazo contrataron a Mark Chaussee. Para abril de 1995 lanzaron A Small Deadly Space, que se centró más en el heavy metal y que a su vez llegó hasta el puesto 120 de los Billboard 200. Tras terminar su correspondiente gira que los llevó principalmente a varias ciudades estadounidenses, Halford decidió ponerle fin luego que decidiera crear un nuevo proyecto musical llamado Two basado en el metal industrial.

## Discografía
- 1993: War of Words
- 1994: Mutations (recopilatorio)
- 1995: A Small Deadly Space
- 2006: K5 - The War of Words Demos (recopilatorio)
- 2008: Into The Pit (caja recopilatoria)

## Filmografía
- 2007: War of Words - The Film